# Compagnie Parisienne des Voitures Électriques Système Kriéger

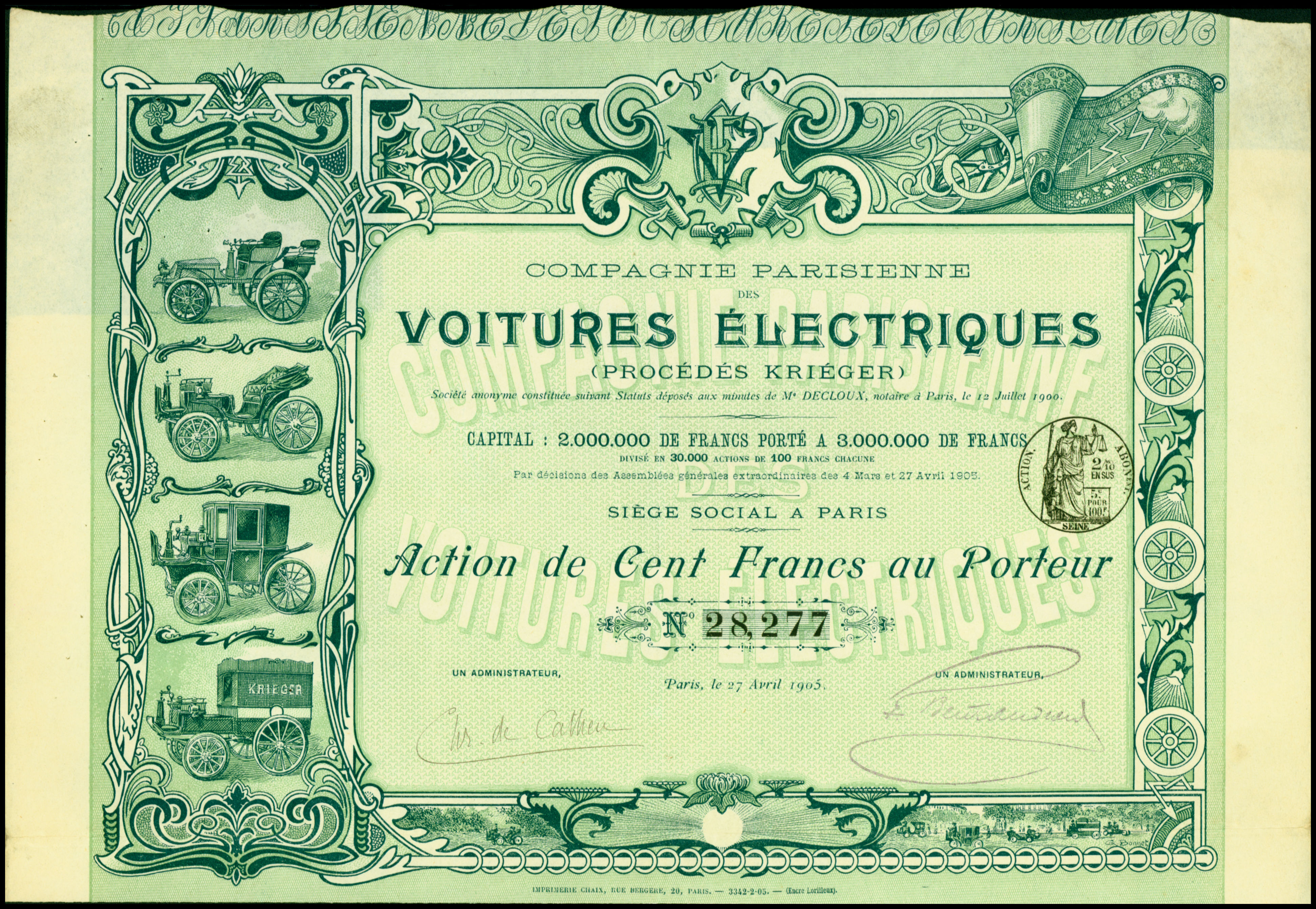
Aktie über 100 Francs der Compagnie Parisienne des Voitures Électriques vom 27. April 1905

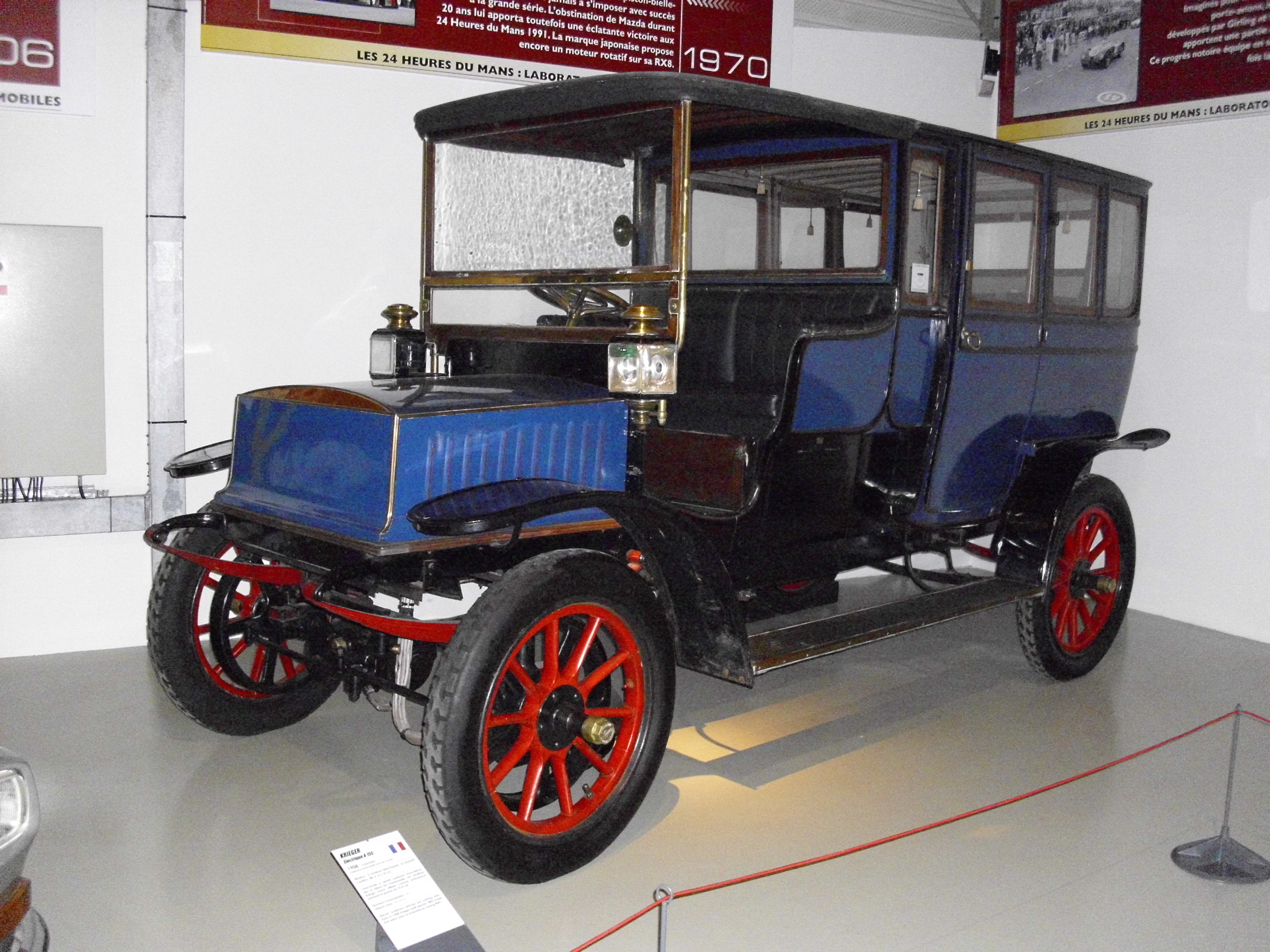
Kriéger von 1908

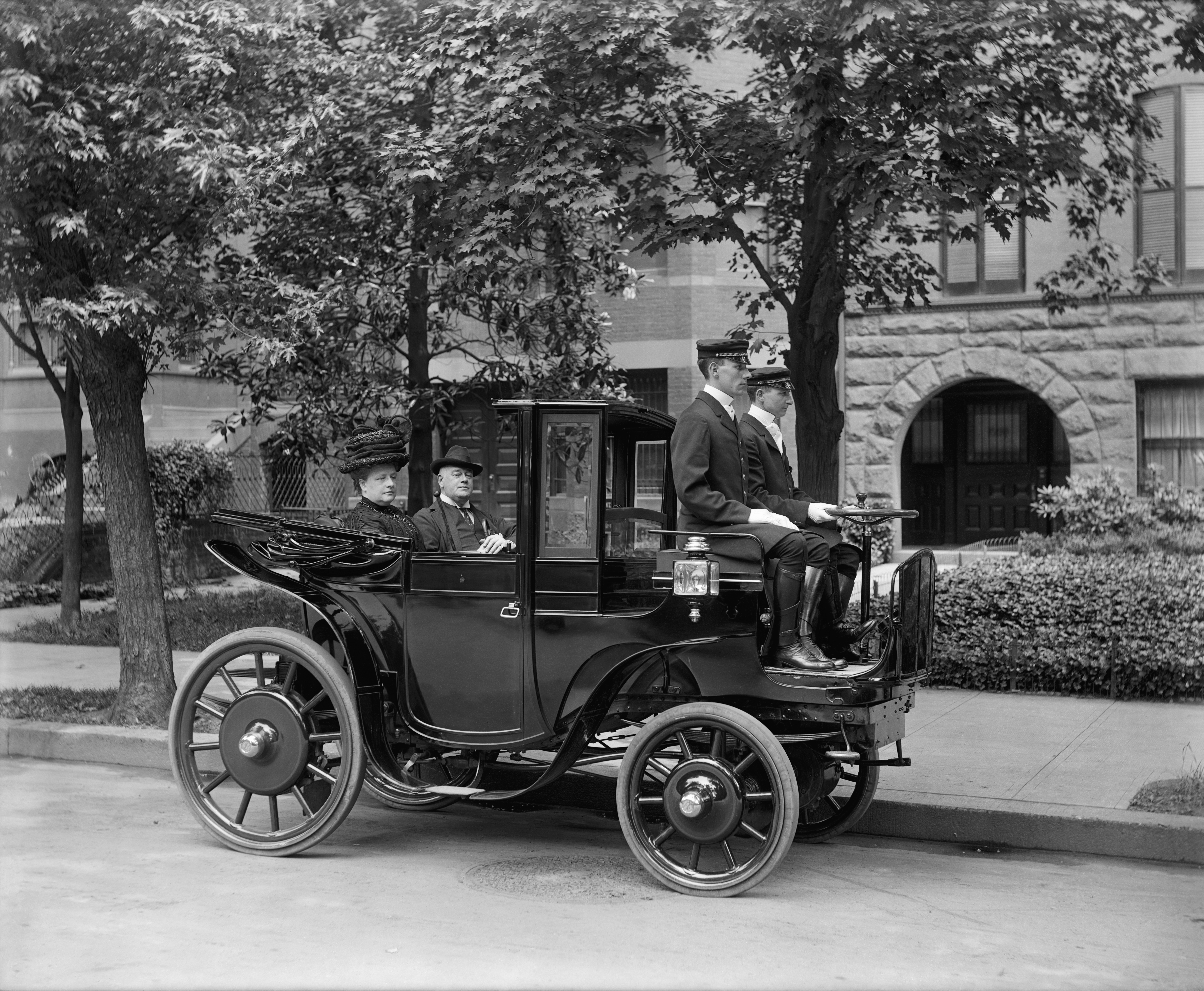
Kriéger Landaulet

Die Compagnie Parisienne des Voitures Électriques Système Kriéger war ein französischer Hersteller von Automobilen.

## Unternehmensgeschichte
Louis Kriéger (1868–1951) entwickelte ab 1897 Elektroautos. Als in Frankreich das Interesse an Elektrofahrzeugen wuchs, gründete er die Compagnie Parisienne des Voitures Électriques Système Kriéger in Paris und begann die Serienproduktion. Der Markenname lautete Kriéger. Im Jahr 1907 wurde das Unternehmen in Compagnie Parisienne des Voitures Électriques umbenannt und zog nach Colombes. 1909 ging das Unternehmen in Liquidation. Es gibt aber Hinweise darauf, dass Louis Kriéger weiterhin im Bereich Elektrofahrzeuge gearbeitet hat.

## Fahrzeuge
Für seine erste Fahrzeugkonstruktion 1896 baute Louis Kriéger je einen Elektromotor an die Achsen der Vorderräder einer Pferdekutsche ein. Die jeweiligen Motordrehzahlen wurden abhängig vom Lenkeinschlag synchronisiert, um dem unterschiedlichen Räderfahrweg beim Lenkvorgang Rechnung zu tragen. Das Fahrzeug hatte ein Fulmen-Akkumulatorpaket, das 285 kg wog; das Fahrzeuggesamtgewicht betrug 1150 kg, die Reichweite 30 km. Das nächste Fahrzeug, 1897 ebenfalls auf Basis einer Kutsche mit gegenüberliegenden Sitzen (vis-à-vis), hatte ein Akkumulatorpaket mit einem Gewicht von 540 kg, Gesamtgewicht 1850 kg. Die Reichweite betrug bis zu 80 km, die Höchstgeschwindigkeit 15 km/h.
Der Brougham, der Landaulet und der Electrolette waren drei der Modelle, die von Kriéger hergestellt wurden.
Der Electrolette war als Zweisitzer konzipiert. Direkt neben den Vorderrädern befand sich jeweils ein Elektromotor mit 3 PS (kW 2,2). Der Fulmen-Akkupack wog über 360 kg und war in einem Behälter unter dem Wagen befestigt und an der Rückseite des Fahrzeugs einfach zugänglich. Laut Kriéger betrug die Reichweite mindestens 105 km pro Ladung.
Im Jahr 1901 wurden 43 Elektrofahrzeuge hergestellt und 1902 mindestens 65. Die Fahrzeuge besaßen je einen Elektromotor in jedem Vorderrad, ähnlich wie beim Lohner-Porsche, und wurden überwiegend als Droschke eingesetzt. Zwischen 1902 und 1906 produzierte er Hybridautos, bei denen Einbaumotoren von De Dion-Bouton und Brasier zum Laden der Batterien verwendet wurden. In Kriéger-Elektrofahrzeugen wurden erstmals Rekuperationsbremsen eingesetzt.
Ein Fahrzeug dieser Marke ist im Musée des 24 Heures in Le Mans in Frankreich zu besichtigen.

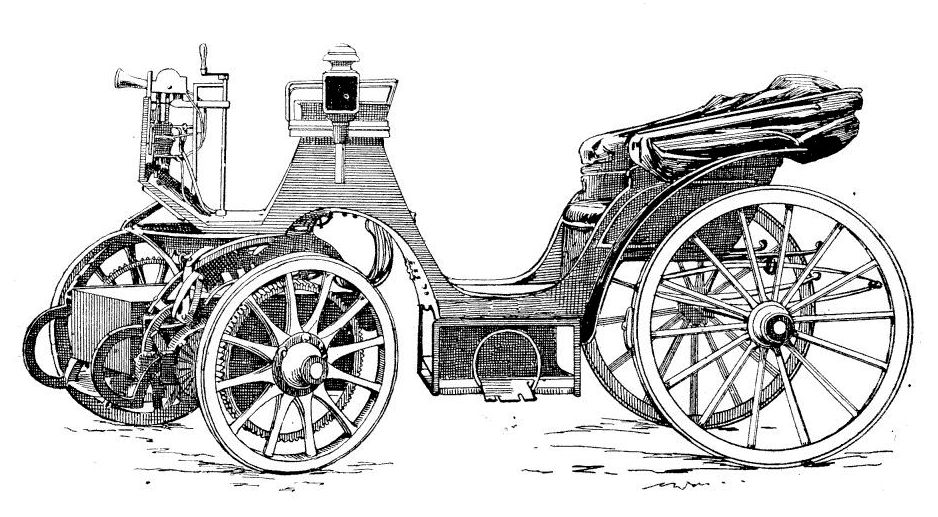
Kriéger Vis-à-vis électrique (1897)

## Lizenzvergabe
Die Kriéger Automobil AG aus Berlin, die STAE aus Turin sowie die Allgemeine Betriebsgesellschaft für Motorfahrzeuge (ABAM), aus der die Kölner Electricitäts-AG (KEW) hervorging, waren Lizenznehmer.